# Yagami Light
Yagami Light (Nhật: 夜神 月 (Dạ-Thần Nguyệt) Hepburn: Yagami Raito) là một nhân vật hư cấu và nhân vật chính của bộ manga Death Note do Ōba Tsugumi và Obata Takeshi sáng tạo. Cậu được miêu tả là một thiên tài 17 tuổi xuất chúng, nổi tiếng và cuốn hút nhưng hay chán chường; cậu nhặt được Death Note, một cuốn sổ tay chứa năng lực siêu nhiên từ thế giới khác cho phép người dùng nó giết chết bất kì ai bằng việc biết mặt và tên đối tượng, sau khi cuốn sổ bị Tử thần Ryuk đánh rơi xuống nhân giới. Thất vọng trước tình cảnh thế giới mà cậu cho là đã bị mục nát, Light sau cùng sử dụng Death Note để giết bất kì ai mà cậu cho là không đủ nhân cách để sống trên đời bằng việc chủ mưu thảm sát hàng loạt khắp thế giới với bí danh Kira (キラ). Trong quá trình nỗ lực trở thành vị chúa trong một thế giới lý tưởng sạch bóng tội ác, Light bị săn lùng bởi một lực lượng đặc nhiệm, đứng đầu là một vị thám tử cố vấn bí ẩn tên là L.
Trong bản chuyển thể anime, Miyano Mamoru là diễn viên lồng tiếng Nhật cho nhân vật.Trong loạt phim điện ảnh người đóng, Raito được hóa thân bởi Fujiwara Tatsuya. Urai Kenji và Hayato Kakizawa là hai diễn viên thủ vai Raito trong bản nhạc kịch, còn trong bản truyền hình Kubota Masataka là người hóa thân nhân vật

## Sáng tạo và khái niệm
Ōba Tsugumi, tác giả của Death Note nói rằng biên tập viên của ông ấy đã gợi ý họ "Yagami" cho Light. Ohba nói rằng ông không cảm thấy "quá lo lắng" về ý nghĩa của cái tên (Kanji của "Yagami" là Dạ 夜 - "buổi đêm", và Thần 神); ông nói rằng sau khi tạo ra cảnh cuối cùng trong manga, ông "thích" cảnh cuối cùng tạo nên "ý nghĩa sâu sắc" trong tên của nhân vật Kira, những người thờ phượng Kira tôn thờ anh ấy vào ban đêm dưới ánh sáng của mặt trăng - và tên của anh ấy "Light" được viết bằng chữ Nguyệt 月. và được phát âm theo tiếng Nhật là Raito.
Obata Takeshi, họa sĩ của Death Note, nói rằng ông "không gặp khó khăn gì" khi thiết kế Light như phần mô tả nhân vật được giới thiệu với ông, "Một sinh viên danh dự xuất sắc, có một chút gì đó ngoài kia," là "rõ ràng và chi tiết". Khi việc tuần tự hóa hàng tuần tiếp tục, Obata đã đơn giản hóa thiết kế bằng cách loại bỏ những đường "không cần thiết" trong vô thức và cảm thấy rằng ông đã trở nên "giỏi" hơn trong việc vẽ Light. Khi Chương 35 xuất hiện và biên tập viên thông báo cho Obata rằng Light mất ký ức, Obata phải vẽ Light theo cách tương tự như khi anh ta xuất hiện trong Chương 1; Obata nói: "Nó giống như tôi đã phải quên tất cả những gì tôi đã học." Obata nói rằng ông đã sử dụng "rất nhiều nỗ lực" để thiết kế tủ quần áo của Light. Theo Obata, ông gặp khó khăn trong việc hình dung trang phục của "một người xuất chúng", vì vậy anh đã xem qua các tạp chí thời trang. Obata hình dung Light là một "anh chàng thông minh và trang trọng", người luôn mặc những chiếc áo sơ mi trang trọng. Hầu hết quần áo của Raito trong Death Note đều là quần áo "vừa vặn" và Obata tránh quần jean.
Đối với các hình ảnh minh họa có màu, Obata gán các màu sắc cụ thể cho mỗi nhân vật chính để giúp "có đúng bầu không khí" khi thiết kế chúng. Ông gán sự "thiếu màu hoặc rõ ràng" cho Raito.

### Phim
Kaneko Shusuke, đạo diễn của phim, định để Light tỏ vẻ đầy thiện cảm ở đầu phim; khi Light lần đầu tiên có được Death Note, Kaneko đã "cẩn thận" để Light phản ứng theo cách "như bạn và tôi sẽ làm". Kaneko đã thay đổi câu chuyện liên quan đến việc Light lấy được cuốn sổ đầu tiên của mình vì ông cảm thấy rằng khán giả "sẽ khó đồng cảm" với Light nếu cảnh phim vẫn giống như trong manga. Kaneko nói thêm rằng khi ông miêu tả Raito như thể "bị mê hoặc" khi anh "trở nên tàn nhẫn hơn" để khiến khán giả cảm thấy rằng họ có thể "làm những điều khủng khiếp mà anh ấy làm" ngay cả khi các khán giả không thông cảm với Raito.
Fujiwara Tatsuya nói rằng ông cảm thấy khó khăn trong việc miêu tả Raito trong loạt phim vì thiếu "hành động" và vì Raito không có phong cách đặc trưng và do đó, cảm xúc của anh ấy thể hiện trên khuôn mặt của anh ấy; Fujiwara nói thêm rằng ông đã gặp khó khăn trong việc truyền tải "trí thông minh phi thường" của Raito và màn trình diễn sẽ có vẻ "rất trống rỗng hoặc đơn giản" nếu Raito nhận được một vai diễn không phù hợp. Fujiwara giải thích rằng ông muốn Raito khóc trong một cảnh cụ thể mặc dù Kaneko đã nói với Fujiwara "Raito không khóc" vì Fujiwara tin rằng cảnh đó sẽ cho cảm giác "trung thực hơn".
Kaneko đã thiết kế căn phòng của Raito để phản ánh tính cách của nhân vật bằng cách làm cho nó sạch sẽ, gọn gàng và lấp đầy nó bằng các cuốn sách pháp lý, hình sự, ngoại ngữ và học thuật. Phiên bản gốc của phòng Raito bao gồm một hệ thống âm thanh nổi; Kaneko đã thay thế nó bằng một chiếc máy hút bụi để phản ánh "con người sạch sẽ" của Raito.
Matsuyama Kenichi, diễn viên đóng vai L, nói rằng anh và Fujiwara đã "đắm chìm" trong vai diễn của họ đến nỗi họ không nói chuyện với nhau khi ở trên trường quay; khi phim ngừng quay, họ trò chuyện và "đi uống một hoặc hai ly". Matsuyama cũng nói rằng Raito và L "cực kỳ" giống nhau ở chỗ họ có "ý thức công lý rất mạnh mẽ".

## Xuất hiện

### TrongDeath Note

Raito khi anh ấy xuất hiện trong anime.

Yagami Raito sinh ngày 28 tháng 2 năm 1986. Cậu được miêu tả là một thiên tài tuổi teen hấp dẫn và là một học sinh gương mẫu với tính cách lịch sự, kín đáo và giống một quý ông, được các bạn và giáo viên yêu thích và được biết đến là người đứng đầu lớp. Mở đầu câu chuyện, Raito đang là học sinh năm cuối cấp ba; sau đó cậu theo học Đại học To-Oh (東応大学, Tōō Daigaku). Cha của cậu, Yagami Soichiro, là giám đốc Cơ quan Cảnh sát Quốc gia và là người đứng đầu đội đặc nhiệm săn lùng "Kira", cái tên mà công chúng đã đặt cho thủ phạm của hàng loạt vụ giết người không thể giải thích trên khắp thế giới. Mẹ cậu, Sachiko, là một bà nội trợ. Em gái cậu, Sayu, hoạt động như một người vui vẻ, ít học hơn so với bản thân cậu.
Raito bắt đầu trở nên kinh hoàng với khả năng của Death Note sau khi cậu điền tên của hai tên tội phạm vào sổ vì tò mò, nhưng cuối cùng cậu đã tự thuyết phục mình rằng cái chết của tên tội phạm là chính đáng, nghĩ rằng mình sẽ giảm bớt tỷ lệ tội phạm trên toàn thế giới. Raito nhanh chóng bị thôi thúc dẫn đầu một cuộc thập tự chinh cá nhân để loại bỏ thế giới tội phạm bằng cách sử dụng cuốn sổ. Trong khi chương trình nghị sự của cậu bắt đầu với mục đích tốt, Raito cuối cùng lại thấy mình giết người thực thi pháp luật và thậm chí cả những người vô tội để trốn tránh sự bắt giữ. Đạo đức của cậu là thực dụng, biện minh cho những hành vi cực đoan nhất để phục vụ cho mục đích của mình. Cậu cũng bị thúc đẩy bởi tính hiếu thắng, điều này thúc đẩy hầu hết các hành động tàn ác nhất của cậu. Kết hợp với sức mạnh của Death Note, sự kiêu ngạo và trí tuệ cấp độ thiên tài của cậu thuyết phục anh ta rằng chỉ có cậu mới có thể cứu thế giới.
Cuối cùng, một đội đặc nhiệm nhỏ gồm các sĩ quan cảnh sát Nhật Bản, bao gồm cả cha của Raito, dưới sự chỉ đạo của thám tử thiên tài lập dị L bắt đầu áp sát Raito. Mặc dù anh ta nghi ngờ Raito là Kira, L cho phép cậu hợp tác với cảnh sát trong vụ án. Điều này bắt đầu một trò chơi mèo vờn chuột giữa hai người, với việc Raito cố gắng tìm hiểu tên thật của L để có thể giết anh ta, và L cố gắng khiến Raito lộ diện để có thể bắt cậu. Vì hành động của Amane Misa, một người nhiệt tình ủng hộ Kira và cũng là chủ nhân của Death Note, gần như liên quan đến Raito, cậu buộc phải tạm thời từ bỏ quyền sở hữu cuốn sổ của mình và sau đó mất đi ký ức về việc sử dụng Death Note. Trong thời gian này, Raito trở lại với tính cách ban đầu của mình: một người biết quan tâm, có hiểu biết và sự đồng cảm, không muốn thao túng người khác hoặc biện minh cho hành vi phạm tội, chẳng hạn như giết người. Sau khi Raito lấy lại quyền sở hữu cuốn sổ và ký ức của mình, cậu điều khiển Tử thần Rem của Misa để giết L. Sau đó Raito giả danh là "L" và tiếp tục hành trình tìm kiếm Kira cùng với đội đặc nhiệm trong khi tự mình thực hiện vụ giết người với sự giúp đỡ của Misa. Hơn bốn năm sau, Raito có thể thu hút được hầu hết sự ủng hộ của thế giới, đạt đến mức những người theo cậu bắt đầu tôn thờ Kira như một vị thần theo đúng nghĩa đen. Tuy nhiên, vào khoảng thời gian này, hai người kế tục của L, Mello và Near, bắt đầu cuộc điều tra chống lại Kira. Near đứng đầu SPK (Special Provision for Kira), một nhóm điều tra của Mỹ bao gồm các nhân viên CIA và FBI, trong khi Mello làm việc với Mafia. Mặc dù Mello chết khi làm việc tách biệt với Near, nhưng hành động của anh ta khiến Mikami Teru, một người được Raito lựa chọn để giết tội phạm bằng Death Note khác, mắc sai lầm dẫn đến việc Raito bị Near, SPK và cảnh sát Nhật Bản bắt giữ. Nhìn thấy rằng Raito cuối cùng đã thua, Ryuk viết tên của cậu trong Death Note của chính mình để kết thúc cuộc đời của Raito, giống như Tử thần đã cảnh báo khi họ gặp nhau lần đầu tiên.

### Trong live-action

#### Phiên bản Nhật

Fujiwara Tatsuya đóng vai Raito trong Death Note.

Trong phim bộ Nhật Bản, Yagami Raito được miêu tả bởi Fujiwara Tatsuya, được biết đến với vai Nanahara Shuya trong Battle Royale. Trong các bộ phim, cậu được miêu tả là một sinh viên đại học nổi tiếng và có năng khiếu trí tuệ, người coi thường và thất vọng về khả năng của hệ thống thực thi pháp luật trong việc dập tắt sự gia tăng tràn lan các hoạt động tội phạm trên khắp thế giới, điều này thúc đẩy động cơ của cậu để sử dụng Death Note, để thay đổi thế giới thành một xã hội không có tội phạm, dưới bí danh của một người cảnh vệ giống như thần được gọi là "Kira". Tuy nhiên, một số thay đổi và sửa đổi nhỏ đã được thực hiện cho nhân vật. Trong phần mở đầu của bộ phim, Raito là sinh viên luật năm thứ nhất của một trường đại học, thay vì vẫn đang học cấp ba như phần đầu của manga và anime. Động cơ của Raito cũng có một chút khác biệt trong phiên bản này, cậu sử dụng Death Note chủ yếu là do thất vọng của cậu trước những thất bại được nhận thức của hệ thống tư pháp Nhật Bản. Trước khi phát hiện ra Death Note, Raito đã xâm nhập vào cơ sở dữ liệu của cảnh sát quốc gia và phát hiện ra rằng chính phủ không thể truy tố nhiều tội phạm, do thiếu bằng chứng hoặc lỗ hổng kỹ thuật, và còn nhiều lý do khác. Ngoài ra, Raito phát hiện ra Death Note trong một con hẻm trong một đêm mưa sau khi chạm trán với một kẻ phạm tội được tha bổng tên là Shibuimaru Takuo trong một hộp đêm. Một điểm khác biệt nữa là Raito gặp Ryuk ngay sau khi giết Shibuimaru bằng Death Note. Vào cuối tập phim đầu tiên, Raito miễn cưỡng giết bạn gái của mình, Akino Shiori, và coi cái chết của cô ấy là một vụ giết người và là lý do để nuôi dưỡng lòng căm thù đối với "Kira", để gia nhập đội điều tra Kira vì sự đồng cảm của họ.
Raito trao lại quyền sở hữu Death Note cho Takada Kiyomi. Sau khi Takada bị bắt, Raito đã giết cô để thu hồi Death Note, nhưng nó đã bị đội điều tra lấy đi. L nói rằng cậu sẽ kiểm tra Quy tắc 13 ngày, một quy tắc Death Note giả được tạo ra để chứng minh sự vô tội của Raito và Misa. Rem biết rằng hành động của L sẽ tiết lộ danh tính của Misa là Kira thứ hai, đã viết cả tên thật của L và Watari-quản gia của L vào Death Note. Sau đó, Raito tiến hành viết tên của cha mình vào cuốn sách, thao túng cha mình để trả lại Death Note bị tịch thu. Raito đối đầu với cha mình, nhưng Soichiro không chết. Các thành viên trong nhóm điều tra, bao gồm cả L, tiết lộ về bản thân họ. L đã viết tên của chính mình trong Death Note, do đó phủ nhận hành động của Rem, L nói với Raito rằng anh ta vừa viết vào một tờ giấy giả. Raito cố gắng viết lên một mẩu giấy ẩn của Death Note, nhưng bị Matsuda, một thành viên trong nhóm điều tra, bắn. Raito bảo Ryuk viết tên đội, hứa sẽ cho anh ta thấy nhiều điều thú vị, và bắt đầu cười. Tuy nhiên, cậu dừng lại khi Ryuk cho anh ta thấy rằng Ryuk chỉ viết một cái tên: Raito's. Raito cố gắng ngăn Ryuk lại, nhưng chỉ lướt qua anh ta. Khi Raito bắt đầu không chịu nổi tác động của Death Note, Ryuk nhân cơ hội này để tiết lộ với cậu rằng những người đã sử dụng Death Note sẽ bị cấm vào Thiên đường hay Địa ngục, thay vào đó sẽ vĩnh viễn ở trong cõi hư vô. Raito chết trong vòng tay của cha mình, cầu xin cha cậu tin rằng cậu đã hành động như Kira để đưa công lý, điều mà Soichiro đã dạy cậu ta từ thời thơ ấu, vào thực tế.
Vài năm sau cái chết của Raito, tuy nhiên, trong phần phim tiếp theo Quyển sổ tử thần: Khai sáng thế giới mới đã tiết lộ rằng Raito bí mật có một đứa con trai, Yagami Hikari (夜神 光), người được cho là sẽ thừa kế Death Note và tiếp nối di sản của Kira. Mikami Teru với tư cách là người giám hộ được Hikari chỉ định ngụ ý rằng Amane Misa là mẹ ruột của cậu bé. Mikami giết Hikari vì quyền kiểm soát cuốn sổ, và sau đó bị giết bởi cảnh sát Tsukuru Mishima, người quyết định sử dụng cuốn sổ để tiếp tục công việc của Raito trong việc loại bỏ thế giới tội phạm. Cuối cùng, Mishima bị cảnh sát bắt và anh ta sẵn sàng nộp mình và cuốn sổ cho chính quyền, dường như sau đó kết thúc di sản của Kira. Một cảnh mid-credit cho thấy một đoạn video được thu âm bởi Raito giải quyết các sự kiện của bộ phim xảy ra đúng như cậu mong đợi, tiết lộ khả năng cao cậu sẽ có thể hồi sinh.

#### Phiên bản Mỹ
Trong bộ phim chuyển thể của Mỹ, Nat Wolff đóng vai "Raito Turner" - một học sinh trung học Seattle, là một thiếu niên thông minh nhưng trầm tính và hướng nội, anh tình cờ tìm thấy quyển Death Note thần bí và cuối cùng quyết định sử dụng khả năng giống như thần thánh của cuốn sổ để thực hiện một cuộc thảm sát trên toàn thế giới, để thay đổi thế giới thành một xã hội không có tội phạm, dưới bí danh của một vị thần con người: "Kira", trong khi bị săn lùng bởi một đội đặc nhiệm ưu tú gồm các quan chức thực thi pháp luật trong Thành phố Seattle, dẫn đầu bởi một thám tử quốc tế bí ẩn có tên L và cha của anh ta, cựu thám tử Cảnh sát Seattle: James Turner. Margaret Qualley đóng vai Mia Sutton (dựa trên phẩm chất xã hội học của Yagami Raito), bạn gái của Raito, người hỗ trợ anh ta trong các hoạt động của mình với cái tên "Kira". Trong bản chuyển thể này, Raito có nhiều điểm khác biệt về tính cách so với bản manga của anh ấy, thiếu nhiều phẩm chất xã hội, ác độc và tàn nhẫn của nhân vật gốc, ngây thơ hơn, thông cảm và lý tưởng hơn, không có em gái và mất mẹ trong một vụ tai nạn, một phần đóng vai trò là nguồn cảm hứng của anh để hoạt động với tư cách là Kira. Anh có một mối quan hệ thân thiết nhưng có phần căng thẳng với cha mình và mặc dù được các đồng nghiệp và chính quyền coi là có năng khiếu về học thức, nhưng anh không phải là một sinh viên nổi tiếng, bị coi là một người ngoài xã hội và thiếu bạn bè. Không giống như manga của mình, anh cũng kém lôi cuốn và tự tin hơn nhiều, nhưng định hướng về mặt đạo đức hơn, thể hiện một sự miễn cưỡng trong việc giết những người vô tội và các cá nhân thực thi pháp luật cố gắng bắt anh ta, trong khi cuối cùng thể hiện một nhân cách đen tối hơn, mơ hồ về mặt đạo đức, xảo quyệt và tỉ mỉ hơn đối với kết thúc của bộ phim. Hơn nữa, thay vì tình cờ có được cuốn sổ, Ryuk lại cố tình đưa cho Raito cuốn sổ Death Note để giải trí và để xem một học sinh trung học thờ ơ sẽ sử dụng khả năng giống như thần của Death Note như thế nào.
Sau khi bị Ryuk dụ dỗ giết chết thằng tội phạm đã giết mẹ mình. Cùng với Mia Sutton, người bạn cùng lớp và người yêu của mình, Raito bắt đầu một cuộc thập tự chinh tương tự như Raito trong manga để loại bỏ thế giới tội phạm. Tuy nhiên, cặp đôi cuối cùng đã đi đến bất đồng về cách họ nên đối phó với việc thực thi pháp luật nhắm vào họ, bao gồm cả L và cha của Raito là James. Sau khi Mia giết Watari, người quản lý của L, cô lập kế hoạch đánh cắp cuốn sổ từ Raito, nhưng Raito đã qua mặt cô và giết cô và lập một kế hoạch phức tạp thông qua Death Note, bằng cách điều khiển một số tội phạm để tiếp tục hoạt động của anh với cái tên "Kira" thông qua máy tính xách tay, trước khi tất cả bọn họ tự sát và rơi vào tình trạng hôn mê y tế trong khoảng một tháng, điều này dường như chứng minh Raito vô tội trước nhà chức trách. Ở cuối phim, James đưa cho Raito bằng chứng rằng anh ta đã giết kẻ đã giết mẹ mình và Raito thú nhận là Kira và tiết lộ cách anh ta xóa bỏ mối nghi ngờ của mình. Trong khi đó, L, bị cấp trên sỉ nhục vì không buộc tội được Raito và tìm cách trả thù cho Watari, xem xét việc giết Raito bằng một mảnh sổ mà anh tìm thấy trong phòng Mia. Bộ phim kết thúc, Ryuk cười trước Raito nằm liệt giường và bình luận rằng "con người thật thú vị".

### Trong các phiên bản khác

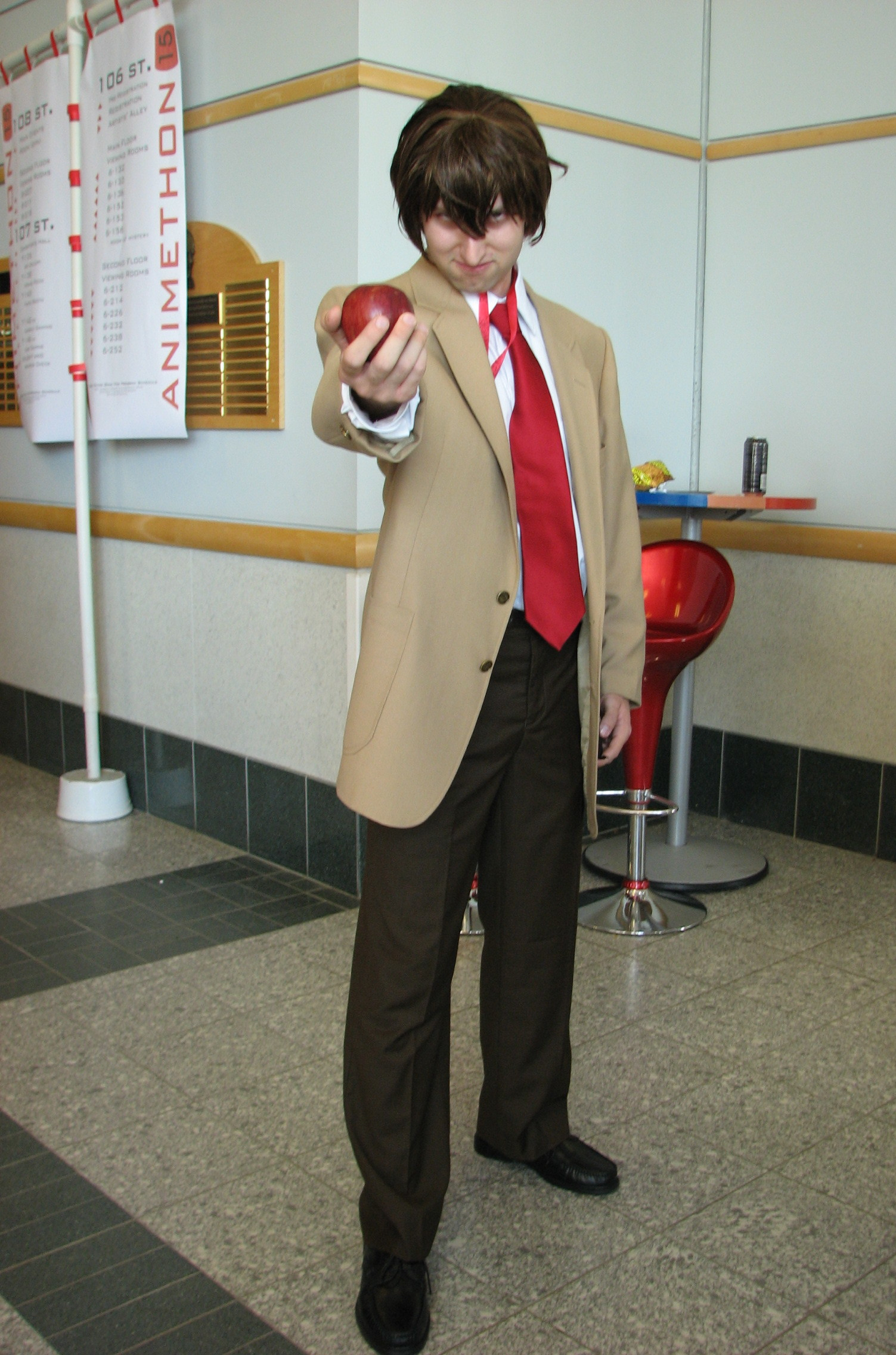
Một cosplay của Yagami Raito

Trong bộ phim truyền hình năm 2015, Masataka Kubota đóng vai Yagami Raito. Tương tự như bản chuyển thể của Netflix, Raito được miêu tả là ít lôi cuốn hơn, không chắc chắn và ban đầu do dự khi giết người thực thi pháp luật. Mối quan hệ của cậu với cha mình là Soichiro cũng trở nên căng thẳng do cái chết của mẹ cậu trước khi bắt đầu bộ truyện. Tuy nhiên, trong nửa sau của bộ truyện, cậu phát triển để chứng tỏ mức độ tàn nhẫn, trí tuệ và sự ngạo mạn như phiên bản manga của mình.Giống như phiên bản chuyển thể của Netflix, Raito không tình cờ lấy được cuốn sổ và nó được Ryuk đưa cho anh khi đối đầu với một kẻ bắt nạt. Sau khi viết tên kẻ bắt nạt vào Death Note và nhận ra đó là sự thật, cậu đã rất kinh hãi bởi những gì mình đã làm và suýt tự tử. Sau khi sử dụng cuốn sổ để cứu cha mình khỏi bị bắt làm con tin, Raito tiếp tục sử dụng cuốn sổ để giết tội phạm với tư cách là Kira. Để đối phó với những vụ giết người, thám tử L dẫn đầu một đội cảnh sát đặc nhiệm cùng với cha của Raito là Soichiro để bắt Kira. Vào cuối bộ truyện, L và Soichiro đã nhìn thấu được sự lừa dối của Raito và từng cố gắng thuyết phục cậu quay đầu lại. Khi Raito từ chối mủi lòng, cậu bị dụ phải thú nhận sau khi cả L và Soichiro đều hy sinh mạng sống của họ. Thông tin thu được từ cái chết của họ được chuyển tới lực lượng cảnh sát đặc nhiệm, họ phục kích Raito trong một nhà kho trong một bẫy bắt tội phạm do người kế nhiệm của L là Near chỉ huy. Trong một nỗ lực tuyệt vọng để giúp Raito tránh bị bắt, đồng phạm của cậu là Mikami Teru đã phóng hỏa đốt nhà kho nhưng Raito lại bị mắc kẹt bởi ngọn lửa và chết cháy.
Trong bản chuyển thể âm nhạc, Raito do Urai Kenji và Hayato thể hiện trong các tác phẩm của Nhật Bản và Hong Kwang-ho và Han Ji-sang trong các tác phẩm của Hàn Quốc.
Raito cũng xuất hiện cùng với Ryuk với tư cách là một NPC trong trò chơi điện tử Jump Force, với Miyano Mamoru đảm nhận vai trò Raito. Cậu liên minh với các anh hùng của trò chơi cho đến khi cậu có được Umbra Cube, một công cụ được sử dụng bởi các nhân vật phản diện của trò chơi, để thay thế sức mạnh của Death Note mà cậu đã mất trước các sự kiện của trò chơi.

## Đón nhận

### Phân tích
Ohba mô tả Raito như một nạn nhân của Death Note, cuộc sống của Raito bị "hủy hoại" một khi cậu có được nó. Theo Ohba, Raito là "một thanh niên có thể hiểu được nỗi đau của người khác" khi lần đầu tiên chạm vào Death Note. Ohba nói rằng nếu Ryuk không bao giờ quan tâm đến thế giới con người, thì Raito sẽ trở thành "một trong những cảnh sát trưởng vĩ đại nhất thế giới", cùng với L làm việc chống lại bọn tội phạm. Ông nói thêm ông tin rằng việc tranh luận xem hành động của Raito là tốt hay xấu không phải là "rất quan trọng". Ohba nói rằng cá nhân ông coi Raito là một nhân vật "quỷ quyệt". Obata nói rằng Raito là nhân vật con người yêu thích thứ hai của ông và ông không chắc đó là vì ông "thích" Raito hay vì ông đã vẽ "một nhân vật quỷ quyệt như vậy" trong một tạp chí dành cho trẻ em.
Theo Ohba, Raito nhìn thấy Amane Misa, người mà cậu sử dụng làm đồng phạm, là "kẻ xấu" đã giết người, vì vậy cậu tỏ ra lạnh nhạt với cô và thao túng cô, mặc dù cậu giả vờ yêu cô, và thậm chí nói rằng cậu sẽ cưới cô. Cậu chỉ bị chặn đứng bởi Tử thần Rem, người đe dọa sẽ giết cậu nếu Misa chết sớm hoặc nếu cậu cố gắng giết cô ấy, mặc dù Rem biết rằng làm như vậy sẽ gây ra cái chết của chính mình.
Mặc dù ban đầu Raito có ý định tốt, cậu đã "rất kiêu ngạo", với "mong muốn được... trở thành thần thánh", mang tình yêu với gia đình và có ý định biến thế giới thành "một nơi tốt đẹp hơn". Ohba cũng nói rằng Raito, "không khoan nhượng" cho đến khi đạt được lý tưởng của mình, đã "làm ô uế" bản thân bằng cách dùng Death Note và hành động của cậu "có thể là kết quả của sự thuần khiết bên trong cậu" trước khi có được Death Note.
Sự thuần khiết này được thể hiện trong sự thay đổi tính cách của Raito sau khi cậu tạm thời từ bỏ Death Note để tránh khỏi sự nghi ngờ. Mất ký ức của mình với tư cách là Kira cùng với quyền sở hữu cuốn sổ, Raito thể hiện lòng trắc ẩn, sự miễn cưỡng thao túng người khác và mong muốn không giết người mãnh liệt. Tuy nhiên, khi ký ức của cậu quay trở lại, cậu trở lại với tính cách Kira tàn nhẫn của mình và vẫn như vậy cho đến khi chết. Tuy nhiên, Ohba nói rằng Raito không bao giờ đánh mất tình yêu của mình dành cho gia đình vì cậu coi họ như những người chính trực.
Douglas Wolk của Salon mô tả Raito là "kẻ thao túng lạnh lùng", "kẻ cuồng tín", và "kẻ giết người hàng loạt không ăn năn, một tên đồ tể với quy mô khổng lồ" không phải là "Freddy Krueger, một con quái vật đại diện cho cái ác thuần túy, hay một Patrick Bateman, một biểu tượng ma quỷ của thời đại của hắn ". Wolk mô tả Raito "ít nhiều là một người tốt", anh thực sự tin rằng Raito có "nền tảng đạo đức cao". Khi được hỏi về nhân vật nào giống với mình nhất, Ohba chỉ ra là Near và "có thể là Raito." Về Raito, Ohba kể "vì tôi học giỏi".
Travis Fickett của IGN mô tả Raito là một "kẻ sát nhân". Tom S. Pepirium của IGN mô tả Raito là một người "xuất sắc, nhưng bị xáo trộn". Wolk mô tả thế giới lý tưởng của Raito, một nơi "toàn trị" "được cai trị bởi một kênh truyền hình tuyên truyền và một kẻ hành quyết bí mật độc đoán". Wolk nói rằng Ohba đôi khi cho rằng thế giới này "theo một cách nào đó là một thế giới tốt đẹp hơn, hạnh phúc hơn thế giới của chúng ta". Jolyon Baraka Thomas mô tả tầm nhìn về công lý của Raito là "không trong sạch": "Nỗ lực siêu hòa bình của [cậu] để cứu xã hội khỏi chính nó vừa là tự làm khổ mình vừa là tàn nhẫn". Inoue Toshiki,  người tổ chức loạt phim hoạt hình cho bộ anime Death Note, mô tả Raito là một "đứa trẻ có điều ước trở thành sự thật".

### Bình luận
Tom S. Pepirium của IGN nói rằng anh cảm thấy ngạc nhiên khi biết rằng một số khán giả, trong khi xem bộ truyện, muốn Raito nổi lên như người chiến thắng trong cốt truyện; Pepirium nói thêm rằng vợ ông nói cô ấy "rất thích Raito". Pepirium đã so sánh việc muốn Raito chiến thắng với việc "cổ vũ cho Kevin Spacey vào cuối Seven". Pepirium nói thêm rằng Brad Swaile, diễn viên lồng tiếng Anh ngữ của Raito, "coi" nhiệm vụ "khó khăn" là khiến Raito "vừa đáng yêu vừa bị ghét". Jason Charpentier của The Anchor nói rằng các biểu hiện của Raito và vai trò nhân vật chính của anh là "một phần của những gì khiến Death Note thú vị". Raito cũng được xếp hạng 18 trong danh sách  "Nhân vật anime xuất sắc nhất mọi thời đại" của IGN năm 2009 với nhà văn Chris Mackenzie ca ngợi Raito "mê hoặc" như thế nào. Năm 2014, anh được xếp thứ 7 trong danh sách các nhân vật anime vĩ đại nhất mọi thời đại của IGN, với trích dẫn rằng "Yagami Raito là lực lượng đã thúc đẩy Death Note và biến nó trở thành một hiện tượng". Raito thường được coi là một phản anh hùng và đôi khi là một nhân vật chính phản diện. Họa sĩ truyện tranh Hoshino Katsura, cựu trợ lý của Obata Takeshi, nói rằng cô ấy thích cách của Raito thường được vẽ vì cậu tạo ra sự hấp dẫn của một nhân vật phản diện lạnh lùng.
Tetsuro Araki, đạo diễn của bộ anime, nói rằng ông cảm thấy một sự thôi thúc phải ủng hộ và cổ vũ cho Raito. Araki nói thêm rằng Raito sẽ sử dụng và giết anh nếu anh là một trong những người bạn của Raito, nhưng đạo diễn vẫn tin rằng Raito là "điều đó thú vị" và do đó anh ta sẽ cảm thấy bị hấp dẫn đối với Raito.
Pauline Wong của OtakuZone đã có ý kiến của cô ấy về bộ phim miêu tả Yagami Raito được đăng trên The Star, một tờ báo của Malaysia. Trong đó, Wong nói rằng "rất xứng đáng" khi để Fujiwara trong vai Raito với "sự hoàn hảo và gần như hoàn hảo, ngay đến nụ cười nhỏ độc ác". Kitty Sensei, được trích dẫn trong cùng một bài báo ở Malaysia, nói rằng miêu tả của Raito trong phim là "rất trung thành với manga".
Fujiwara Tatsuya, diễn viên đóng vai Raito trong phim, nói rằng anh "có thể hiểu" ý định của Raito trong việc tạo ra một thế giới mới mặc dù "giết người là một điều kinh khủng". Matsuyama mô tả L và Raito có "những tính cách độc đáo đến mức họ không thể hiểu được". Toda Erika, nữ diễn viên đóng vai Amane Misa trong phim, mô tả hành động của Raito và Misa là "tội phạm".